# Raimund de Penyafort
Raimund din Penyafort (n. 1175, Santa Margarida i els Monjos⁠(d), Catalonia, Spania – d. 6 ianuarie 1275, Barcelona, Catalonia, Spania) a fost un preot catolic catalan, călugăr dominican, declarat sfânt în anul 1601.

## Viața
A studiat la Barcelona și Bologna. Preot catolic, a devenit canonic al Bisericii din Barcelona.
Împreună cu Sf. Petrus Nolascus (1189 - 1256) a întemeiat Ordinul Mercedarilor (1222), care avea misiunea principală de a-i elibera pe sclavii creștini ținuți prizonieri de musulmani.
A intrat în Ordinul Fraților Predicatori (dominicanii). A fost al treilea magistru general al ordinului său (1238-1240). Timp de doi ani a vizitat provincii și mănăstiri ale ordinului, apoi a demisionat. Era preocupat mai ales de săraci și de misiune, pentru care a întemeiat școli pentru studiului limbii ebraice și arabe. L-a îndemnat pe Toma de Aquino să scrie Summa contra Gentiles.
A fost profesor de drept canonic. Din porunca papei Grigore al IX-lea, în 1230 a realizat un corp de decretale. Acest document a fost o importantă sursă de drept canonic până la reforma din 1917. Dintre scrierile sale cea mai de seamă este Summa casuum, destinată duhovnicilor, prima lucrare de acest gen.
Este sărbătorit în Biserica Catolică la 7 ianuarie.

## Scrieri

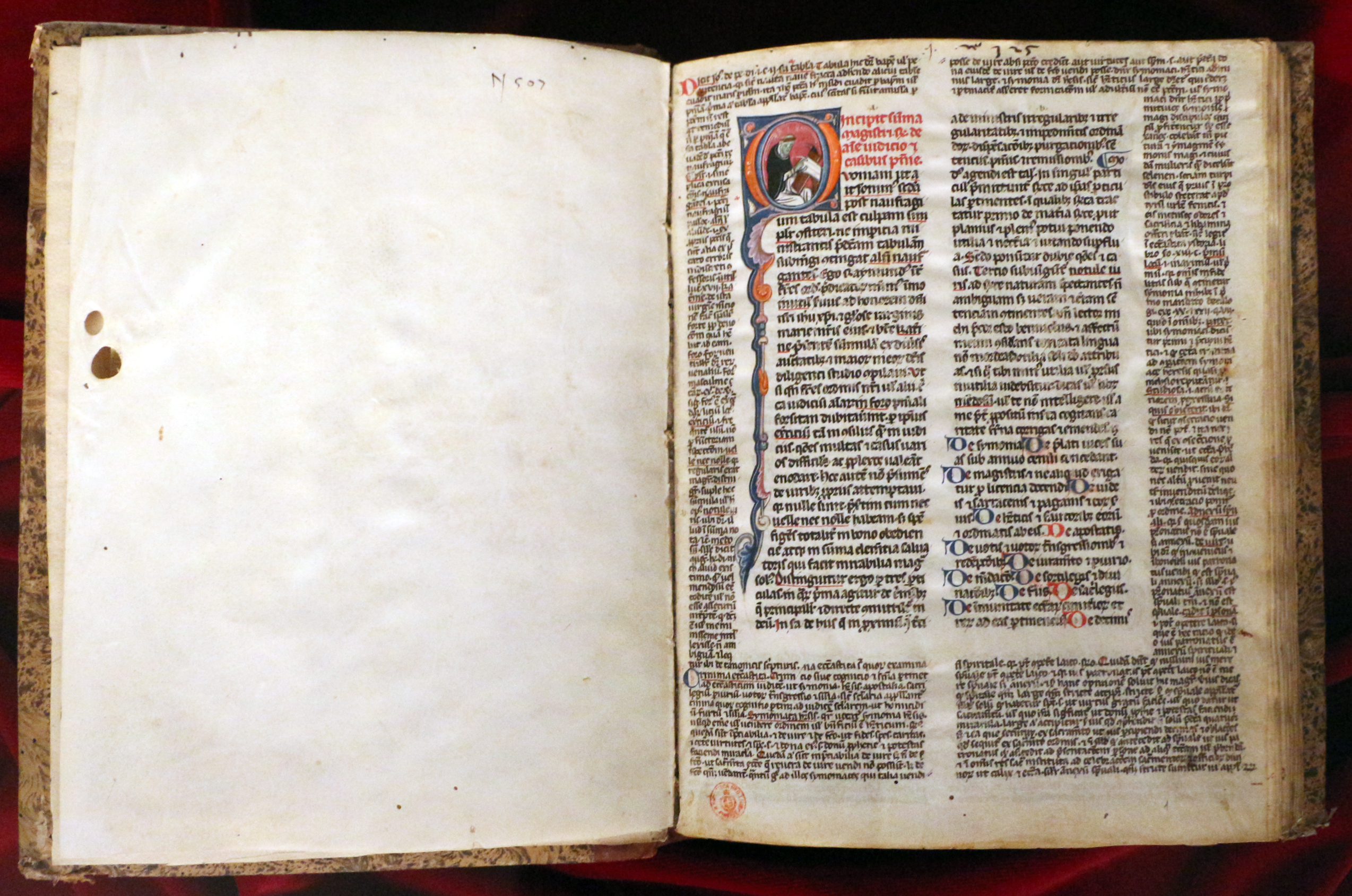
Summa de Casibus Poenitentiae, 1280-90 circa, Biblioteca Medicea Laurenziana, Florence

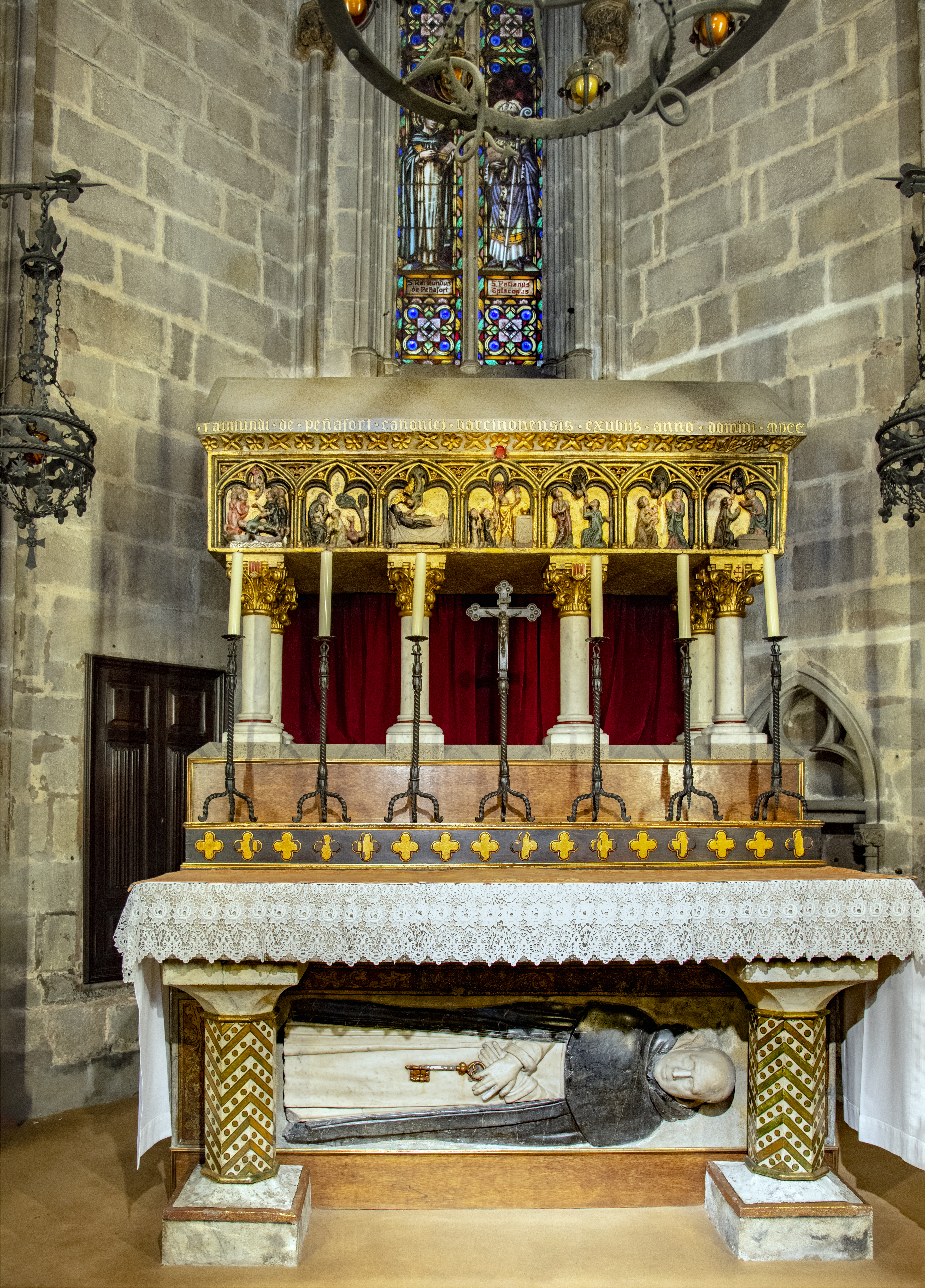
Mormântul lui în Barcelona

- Compilatio decretalium quinque divisa libris jussu Gregorii IX.
- Summa de poenitentia, et matrimonio, 1480.
- Constitutiones Ordinis Praedicatorum ad meliorem formam redactae
- Epistolae plures praesertim encyclicae ad totum Ordinem
- Tractatus de ratione visitandae dioecesis, et curandae subditorum salutis
- Modus juste negotiandi in gratiam mercatorum
- Dubitabilia cum responsionibus ad quaedam capita missa ad Pontificem
- Summa iuris (descoperită în 1877)
- Summa, quando poenitens remitti debeat ad superiorem
- Tractatus de bello et duello.
- Ediție: José Rius y Serra (ed.), S. Raymundus de Pennaforte. Opera omnia, 1945-.